# 26-os villamos (Prága)
A prágai 26-os jelzésű villamos a Divoká Šárka és a Nádraží Hostivař között közlekedik.

## Útvonala
| Nádraží Hostivař felé | Divoká Šárka felé |
| --- | --- |
| Divoká Šárka – Evropská – Svatovítská – Milady Horákové – Dukelských hrdinů – Nábřeží Kapitána Jaroše – Štefanikův most – Revoluční – Námeští Republiky – Na Poříčí – Havličkova – Dlážděná – Senovážné náměstí – Bolzanova – Seifertova – Táboritská – Olšanská – Jana Želivského – Vinohradská – Starostrašnická – V Olšinách – Průběžná – Švehlova – Průmyslová – Nádraží Hostivař | Nádraží Hostivař – Průmyslová – Švehlova – Průběžná – V Olšinách – Starostrašnická – Vinohradská – Jana Želivského – Olšanská – Táboritská – Seifertova – Bolzanova – Senovážné náměstí – Dlážděná – Na Poříčí – Námeští Republiky – Revoluční – Štefanikův most – Nábřeží Kapitána Jaroše – Dukelských hrdinů – Milady Horákové – Svatovítská – Evropská – Divoká Šárka |

## Megállóhelyei
| 0  | Divoká Šárka végállomás     | 63 | 20                                                                                 |
| 1  | Vozovna Vokovice            | 61 | 20                                                                                 |
| 2  | Nad Džbánem                 | 60 | 20                                                                                 |
| 3  | Nádraží Veleslavín          | 59 | A 20 R24 R45 S5 S54                                                                |
| 4  | Červený Vrch                | 58 | 20                                                                                 |
| 5  | Sídliště Červený Vrch       | 56 | 20                                                                                 |
| 7  | Bořislavka                  | 55 | A 20                                                                               |
| 8  | Na Pískách                  | 54 | 20                                                                                 |
| 9  | Hadovka                     | 53 | 20                                                                                 |
| 10 | Thákurova                   | 52 | 20                                                                                 |
| 12 | Dejvická                    | 51 | A 20                                                                               |
| 13 | Vítězné náměstí             | 49 | 18, 20                                                                             |
| 16 | Hradčanská                  | 47 | A 1, 2, 8, 18, 20, 25 R24 R45 S5 S54                                               |
| 18 | Sparta                      | 44 | 1, 8, 12, 25                                                                       |
| ∫  | Korunovační                 | 43 | 1, 8, 12, 25                                                                       |
| 20 | Letenské náměstí            | 42 | 1, 8, 12, 25                                                                       |
| 21 | Kamenická                   | 41 | 1, 8, 12, 25                                                                       |
| 23 | Strossmayerovo náměstí      | 38 | 1, 6, 8, 12, 17, 25                                                                |
| 25 | Nábřeží Kapitána Jaroše     | ∫  | 6, 8, 17                                                                           |
| 27 | Dlouhá třída                | 35 | 6, 8, 15                                                                           |
| 29 | Náměstí Republiky           | 34 | B 6, 8, 15                                                                         |
| 31 | Masarykovo nádraží          | 32 | B 3, 6, 14, 15, 24 S1 S2 S22 S34 S4 R41                                            |
| 33 | Hlavní nádraží              | 30 | C 5, 9, 15 S1 R10 R16 R17 R18 R19 S2 R20 R21 R26 S3 S4 R43 R49 S5 S65 S7 S8 S88 S9 |
| 35 | Husinecká                   | 27 | 5, 9, 15                                                                           |
| 37 | Lipanská                    | 25 | 5, 9, 15                                                                           |
| 38 | Olšanské náměstí            | 24 | 5, 9, 15                                                                           |
| 40 | Olšanská                    | 23 | 9                                                                                  |
| 41 | Nákladové nádraží Žižkov    | 22 | 9, 10, 11, 16                                                                      |
| 43 | Mezi Hřbitovy               | 20 | 10, 11, 16                                                                         |
| 45 | Želivského                  | 18 | A 5, 10, 11, 13, 16                                                                |
| 46 | Vinohradské hřbitovy        | 17 | 5, 13                                                                              |
| 47 | Krematorium Strašnice       | 16 | 5, 13                                                                              |
| 48 | Vozovna Strašnice           | 15 | 5, 7, 13                                                                           |
| ∫  | Vozovna Strašnice           | 14 | 5, 7, 13                                                                           |
| 49 | Nad Primaskou               | ∫  | 7                                                                                  |
| 50 | Strašnická                  | 13 | A 7                                                                                |
| 52 | Na Hroudě                   | 10 | 22                                                                                 |
| 53 | Nádraží Strašnice           | 9  | 22 S9                                                                              |
| 54 | Radošovická                 | 8  | 22                                                                                 |
| 55 | Dubečská                    | 7  | 22                                                                                 |
| 56 | Na Padesátém                | 6  | 22                                                                                 |
| 57 | Zahradní Město              | 5  | 22                                                                                 |
| 58 | Sídliště Zahradní Město     | 4  | 22                                                                                 |
| 59 | Obchodní centrum Hostivař   | 3  | 22                                                                                 |
| 60 | Na Groši                    | 2  | 22                                                                                 |
| 62 | Hostivařská                 | 1  | 22                                                                                 |
| 64 | Nádraží Hostivař végállomás | 0  | 22 S41 S9                                                                          |